# ثيوديس
ثيوديس (بالإسبانية: Teudis)‏‏ (480 - يونيو 548) هو ملك للقوط الغربيون في هسبانيا بالفترة بين عامي 531 - 548 ميلادية.

## حياته
كان حامل سيف ثيودوريك العظيم، والذي أرسله ليحكم مملكة القوط الغربيين في عهد أقلية الأملاريك.
وفقًا بروكوبيوس القيسراني، تزوج ثيوديس خلال فترة ولايته من امرأة إسبانية «كانت تنتمي إلى منزل أحد الأثرياء من سكان المنطقة، ولم تكن تمتلك ثروة كبيرة فحسب، بل امتلكت أيضًا ملكية كبيرة في إسبانيا». بهذه الثروة تمكن من حشد جيش خاص من ألفي رجل، مما جعله مستقلاً بشكل فعال عن سلطة ثيودوريك. رغم ذلك لم يتخذ ثيودوريك أي إجراء ضد ثيوديس، لسببان رئيسيان أولهما هو أن القيام بأي إجراء ضده سيعطي الفرنجة، الذين قتلوا ملك القوط الغربيين ألاريك في معركة فويلي، ذريعة للدخول إلى الميدان مرة أخرى. وثاني الأسباب هو أن ثيوديس كان حريصًا على إطاعة أوامر ملكه، ولم يفشل أبدًا في إرسال الجزية السنوية.
بعد وفاة أمالاريك، آخر سلالة بالتي، تم انتخاب ثيوديس ملكًا. ويعتقد المؤرخ الشهير هيرويغ ولفرام أن أحد العوامل التي أدت إلى اختياره كان دعم زملائه القوط الشرقيين الذين ذهبوا معه غربًا. في حين أن المؤرخ بيتر هيذر يفترض ثانيةً، مشيرًا إلى أن اثنين من أقارب ثيوديين الإيطاليين - إلديباد وتوتيلا - أصبحا ملوك القوط الشرقيين بعد سقوط بيت ثيودوريك في الحروب القوطية، مضيفًا أنهم على الأرجح يمثلون «شخصًا قويًا بشكل خاص غير العائلة الملكية».